# Sportivo Lima
Sportivo Lima , era un club del Cercado de Lima de la Provincia de Lima , Departamento de Lima , Perú, fundado principios de los años 1900s. El club fue fundado del Colegio de Lima.

## Historia
También era conocido como Deportivo Lima. Comenzó participando en el fútbol peruano en partidos y torneos organizados por clubes antiguos y contemporáneos de Lima y del Callao como por ejemplo: Atlético Chalaco , Sportivo Alianza , Club Independencia , San Martín , Alfonso Ugarte , Atlético Unión  y Sport Peruvian.
Participó en la Segunda División del Perú de 1917 donde fue promovido a la Primera División del Perú de 1918. Logró salvar la categoría para el periodo 1919. Sin embargo en 1919 el club Sportivo Lima no se presentó y perdió la categoría el mismo año. 
El club se mantuvo participando en la Segunda División Liga Peruana hasta 1924. Posteriormente en 1928, el club decide en afiliarse a la Tercera División Provincial de Lima y participar por pocos años. Desde entonces no volvió a ascender a la  Primera División del Perú y desapareció.

## Rivalidades
En la Segunda División de 1917 tuvo rivalidades con: Sport Vitarte , Club Sport Progreso y Association Alianza . 
Durante el periodo en la Primera División tuvo rivalidades con: Unión Miraflores , Jorge Chávez Nr. 1  , Sport Alianza , Juan Bielovucic , Jorge Chávez Nr. 2 , Atlético Peruano  y Escuela de Artes y Oficios (fútbol)

## Datos del club
- Temporadas en División Intermedia: 15  (1917, 1919, 1920, 1921, 1922, 1923, 1924, 1925, 1926, 1927, 1928, 1929, 1929, 1930 y 1931).
- Temporadas en Primera División: 1 (1918).
- Mejor Resultado:

- Peor Resultado:
  - Sportivo Lima 2:4 Sport Alianza (7 de julio de 1918)
  - Sportivo Lima 1:2 Sport Alianza (10 de octubre de 1918)

## Nota de clubes no relacionados

### Club Sportivo
El Club Sportivo, fue un equipo formado por los alumnos de la Escuela Técnica de Comercio, en 1901. Participó en muchos partidos y campeonatos organizados como por ejemplo, por la Universidad Nacional Mayor de San Marcos y otros centros superiores contemporáneos de la época. 

#### Indumentaria
| Titular 1 | Titular 2 | Alterno |

### Deportivo Lima
El Deportivo Lima, es un institución ubicado en Lima Metropolitana, dedicada en la formación de jugadores y jugadoras de menores de fútbol y fútbol 7 de menores y juveniles. El club se fundó en el 2013, inicialamente con el nombre DEPORLIMA. Hasta la fecha, la institución viene participando en varios campeonatos de menores organizados por instituciones y equipos de Lima Metropolitana. A pesar del nombre, no guarda relación con el equipo histórico. Sin embargo, el club recibe el apoyo y auspicio de la Universidad César Vallejo.
- Facebook:Deportivo Lima.

### Club Deportivo Lima Sur
Es una escuela de fútbol, fundada en el 2011, perteneciente al distrito de San Juan de Miraflores. El Deportivo Lima Sur se dedica a la formación de jugadores menores de fútbol. El club ha participado en diferentes campeonatos de menores organizados por clubes de Lima Metropolitana y otras instituciones. Su camiseta y emblema son semejantes al equipo italiano de Milán. Este equipo no guarda relación con el equipo primario, pese a la semejanza del nombre.
- Facebook:Club Deportivo Lima Sur.

### Club Real Deportivo Lima
Es un equipo de fútbol, fundado en el 2018, perteneciente al distrito de Pueblo Libre. Sin embargo, participa en los torneos de división de  menores organizados por la misma liga distrital. Desde el año 2019 a la fecha, el club se viene preparando para su participación en la segunda división distrital de Pueblo Libre del próximo año. A pesar de la similitud del nombre, el equipo no guarda relación con el equipo histórico.
- Facebook: Real Deportivo Lima.

### Centro Cultural Deportivo Lima
El Centro Cultural Deportivo Lima es un club social y recreativo, fundado en el año 1966 en el distrito de Chorrilos. Su equipo principal de fútbol se funda en el 2012, pero se afilia en la liga de Chorrilos en el 2013, en la tercera división. Asciende a la segunda división para la temporada 2014. En el año 2015 donde logra ser líder de su grupo y asciende a la primera división chorrillana. Hasta le fecha, el club continúa participando en la Liga de Chorrillos.

### Club Deportivo Lima F.C.
Es una escuela de fútbol, fundado en diciembre del 2020. Su sede institucional está ubicado en el Cercado de Lima. Sin embargo, los entrenamientos se realizan en la cancha de Concharcas, ubicado en la Campiña de Chorrillos. Su objetivo primoridal, es la formación de futuros jugadores profesionales de fútbol del Perú. A pesar de la semejanza del nombre, es una institución no guarda relación con el equipo histórico.
- Facebook: Club Deportivo Lima F.C..

## Enlace
- Tema: La Formación de los Clubes Deportivos., Capítulo 2 de La difusión del fútbol en Lima, tesis de Gerardo Álvares Escalona, Biblioteca de la Universidad Nacional Mayor de San Marcos
- Tesis Difusión del Fútbol en Lima
- http://lahermandadaliancista.blogspot.pe/2014/05/campana-de-1918-campeonato-de-la-liga.html
- Efemérides 1918

- Datos: Q6133408